# Acrojana scutaea
Acrojana scutaea är en fjärilsart som beskrevs av Embrik Strand 1909. Acrojana scutaea ingår i släktet Acrojana och familjen Eupterotidae. Inga underarter finns listade i Catalogue of Life.